# 阿姆斯勒方格表

正常人所見

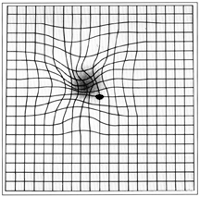
老年黃斑病變患者所見

阿姆斯勒方格表（英語：Amsler grid）是一个包含横竖线的表格，可以用来确定一个人的中央视野。这个表格是由瑞士的眼科医生 馬克·阿姆斯勒（Marc Amsler） 设计的，最早从 1945年开始使用。这个表格是用来检测可以引发视觉异常的视网膜病变的一种手段，尤其是黄斑病变（比如说黄斑变性， 视网膜前膜病变等），还可以用来检测视神经病变和脑部的视觉通路病变。
在这个测试中，被试者使用单眼注视表格中的小点。黄斑病变的病人会看到波浪线或者某些线缺失。
阿姆斯勒方格表可以从眼科医生，视光师或者网络上得到，也可以自己在家里进行测量。
最早的阿姆斯勒方格表是黑白的。人们对彩色版本 -- 黄绿色的表格更加敏感，因此更加广泛的用来检测视觉通路的异常，包括视网膜，视神经以及垂体的异常。